# Golf Club Stará Boleslav
Golf Club Stará Boleslav je golfové hřiště a golfový klub mezi obcemi Borek a Stará Boleslav. Hřiště je přibližně 2 kilometry od Staré Boleslavi a 2,9 kilometrů od Borku. Projektantem hřiště je Ing. Jiří Velden. Hřiště bylo otevřeno 17. dubna 2005.

## Informace o hřišti
Hřiště má 9 jamek, PAR hřiště je 34 a celková vzdálenost hřiště je:
- 2320 metrů – bílé odpaliště
- 2229 metrů – žluté odpaliště
- 1949 metrů – červené odpaliště

### Jednotlivé jamky
Prvních 9 jamek:
1. 287/279/248 metrů – PAR 4 – Stroke Index 11
2. 289/275/236 metrů – PAR 4 – Stroke Index 5
3. 122/117/97 metrů – PAR 3 – Stroke Index 17
4. 460/447/383 metrů – PAR 5 – Stroke Index 1
5. 157/145/117 metrů – PAR 3 – Stroke Index 13
6. 330/330/299 metrů – PAR 4 – Stroke Index 3
7. 147/133/112 metrů – PAR 3 – Stroke Index 7
8. 260/242/223 metrů – PAR 4 – Stroke Index 15
9. 268/261/234 metrů – PAR 4 – Stroke Index 9

Golfové hřiště není veřejné. Hrát mohou pouze golfisté s platnou registrací na ČGF a handicapem 54. Psi pouze na vodítku a kočárky z bezpečnostních důvodů mají vstup zakázán.